# 兴文中学钟楼
兴文中学钟楼，位于中国广东省揭阳市普宁市占隆镇东厝南村，为普宁市的一个市级文物保护单位，类型为近现代重要史迹及代表性建筑，公布时间为1988年。
兴文中学钟楼的历史年代为1937—1938。